# Isidro Alfonso de Sousa de Portugal
Isidro Alfonso de Sousa de Portugal y Guzmán (Córdoba, 24 de julio de 1797-Madrid, 26 de agosto de 1870), XIV marqués de Guadalcázar, grande de España, caballero de la Orden de Carlos III, fue un noble y político español, senador real vitalicio y rico propietario. Fue, además, gentilhombre de cámara de S.M. Isabel II de España y ostentó los títulos de marqués de Mejorada del Campo, de Hinojares, de la Breña, conde de los Arenales y de Fuente del Saúco.

## Biografía
Nacido en Córdoba el 24 de julio de 1797, fue el segundo hijo de Rafael Alfonso de Sousa de Portugal y Sousa de Portugal y de María Isidra de Guzmán y de la Cerda, XIII marqueses de Guadalcázar. Heredó los títulos y patrimonio a los quince años después de la prematura muerte de sus padres y de su hermano mayor que falleció el 10 de julio de 1834. En 1841 contrajo matrimonio con Josefa Núñez de Prado y Virués de Segovia, de la que no tuvo hijos. A su muerte, el título lo heredó su medio hermano, Fernando Alfonso de Sousa de Portugal Godeau, hijo del segundo matrimonio de su padre con Marie Marguerite Godeau d'Entraigues. Murió en el 6 de agosto de 1870 en Madrid.

## Carrera política
Constituido el Estamento de Próceres en 1834, primitivo Senado español, Isidro Alfonso de Sousa participa en organización desde un primer momento. El 20 de julio de 1834, el político y escritor cordobés Ángel de Saavedra, duque de Rivas, fue nombrado secretario interino de la Cámara e Isidro Alfonso de Sousa, miembro de la Comisión de examen de títulos y documentos. El 25 de julio, una vez abierto el período de sesiones por la reina el día 24 de julio, fue elegida la mesa de la Cámara y de nuevo coinciden en ella el duque de Rivas, del Partido Moderado, y el marqués de Guadalcázar como secretarios segundo y tercero del Estamento. Isidro Alfonso fue senador real entre 1837 y 1868, año en el que la Gloriosa pone fin a una etapa del Senado.